# Louis Finson
Louis Finson (noto anche come  Ludovicus Finsonius) (Bruges, 1580 – Amsterdam, 1617) è stato un pittore fiammingo.

## Biografia

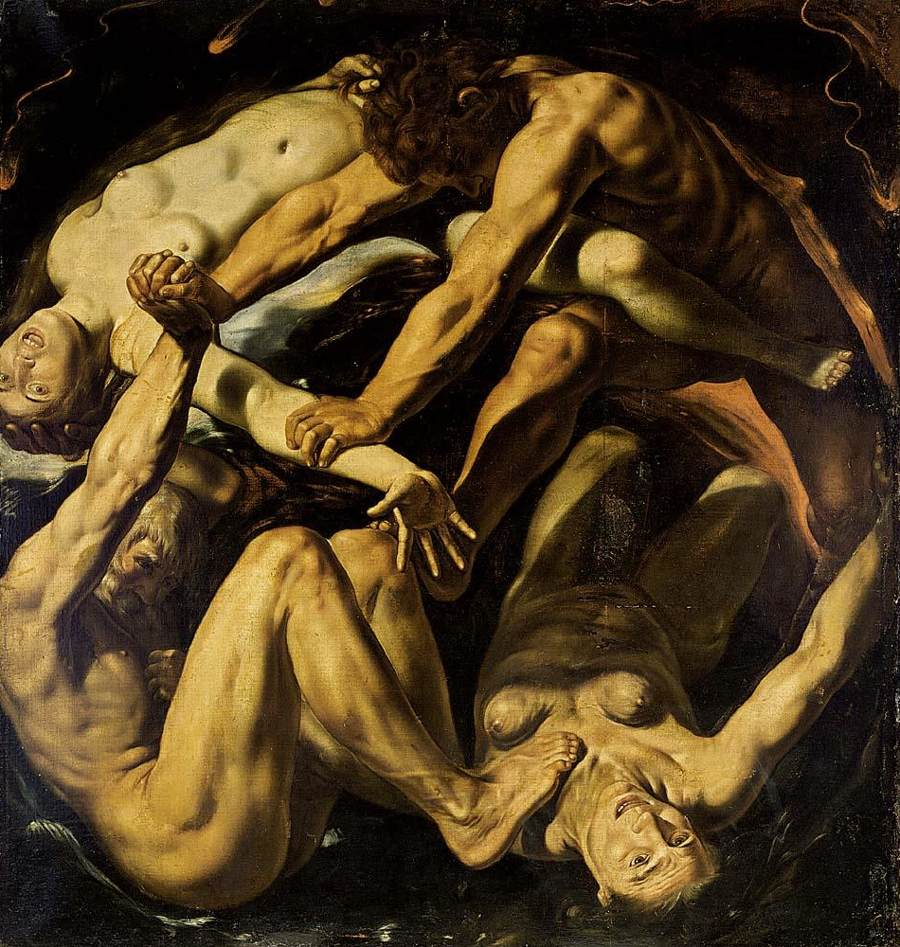
I quattro elementi - Collezione privata.

Si formò come pittore nella natia Bruges, per poi perfezionarsi in un viaggio in Italia che toccò prima Roma e poi Napoli. In quest'ultima località entrò in contatto con la pittura di Caravaggio e fu il primo pittore fiammingo a esserne influenzato. Sue opere si conservano a L'Aquila, al Museo nazionale d'Abruzzo.
Ritornato ad Aix nel 1613, eseguì diversi ritratti, ora conservati nei musei di Aix, di Marsiglia ed in collezioni private; ricevette l'incarico di dipingere per la cattedrale l'Incredulità di san Tommaso e nel 1614 dipinse, inoltre, per la chiesa di Saint-Trophime ad Arles, il Martirio di santo Stefano e l'Adorazione dei Magi; per la chiesa di Saint-Jean-de-Malte di Aix-en-Provence dipinse una Resurrezione di Cristo, tuttora ivi conservata ed esposta.
Alla realizzazione delle sue opere collaborò anche l'olandese Martin Faber, anche se questo fatto è oggetto di controversie.
Louis Finson si occupò anche del commercio di opere d'arte: in comproprietà col mercante di Amsterdam Abraham Vinck possedeva due Caravaggio: una Giuditta e Oloferne e la Madonna del Rosario ora conservata a Vienna.

## Opere
- Giuditta decapita Oloferne, Palazzo Zevallos, Napoli.